# ヨーロッパオープン・ミンスク
ヨーロッパオープン・ミンスク(Europian Open Minsk)は、ベラルーシの国際柔道大会である。

## 来歴
2009年よりIJFワールド柔道ツアーの一環として、グランドスラム、グランプリなどに次ぐ位置付けとなったワールドカップのうちの1大会。なお、今大会は世界ランキング対象大会であるが、国際柔道連盟主催ではなく各大陸連盟主催の大会であるため、ワールド柔道ツアーには含まれない。2009年から「ワールドカップ・ミンスク」という名称になったが、2013年には「ヨーロッパオープン・ミンスク」という名称に変更された。

## 名称の変遷
ワールドカップ・ミンスク World Cup Minsk(2009-2012)

ヨーロッパオープン・ミンスク Europian Open Minsk(2013- )

## 優勝者

### 男子
| 年     | 60 kg級                        | 66 kg級                        | 73 kg級                  | 81 kg級                            | 90 kg級                | 100 kg級                     | 100 kg超級                     |
| 2010年 | ロベルト・ムシビドバゼ         | デニス・ラフレンティエフ       | ミハイル・マチン         | ヨエル・ラスボゾフ                 | アザマト・シティモフ   | ヨウヘン・ビアドリン         | ウラジミルス・オスナクス       |
| 2012年 | グラハム・トリンダー           | パトリック・ガグネ             | アリアクセイ・スヴィリド | アリアクサンドル・ストシアシェンカ | アンドリュー・バーンズ | ジェイムス・オースティン     | ドミトリ・レップ               |
| 2013年 | ミコラ・サイェンコ             | アブドゥラ・アブドゥルザリロフ | サギ・ムキ               | クリジャン・サボルチェ             | ノエル・ファンテンド   | クレマン・デルベル           | ノダル・メトレヴェリ           |
| 2015年 | オタール・ベスタエフ           | キリアン・ル・ブルーシュ       | ギヨーム・シェヌ         | モハメド・アブデラール             | アクセル・クレルジュ   | ホセ・アルメンテロス         | スベン・ハインレ               |
| 2017年 | ベキル・オズル                 | ニジャット・シハリザダ         | ヒダヤト・ヘイダロフ     | デニス・カリーニン                 | ヤホール・バラパエリ   | ヴァルラーム・リパルテリアニ | ウラジスラウ・チアルピトスキー |
| 2018年 | シャラフディン・ルトフィラエフ | アラム・グリゴリャン           | ヒマティロフ・トゥラエフ | ゼベダ・レフビアシビリ             | ビクタル・クリアブサウ | エルマール・ガシモフ         | ウラジスラウ・ツィアルピツキ   |

### 女子
| 年     | 48 kg級                          | 52 kg級                  | 57 kg級                      | 63 kg級                | 70 kg級                | 78 kg級                        | 78 kg超級                |
| 2009年 | ナタリア・コンドラテワ           | エミリー・ラフォン       | バルバラ・アレル             | アンローレ・ポリ       | サリー・コンウェイ     | アナスタシア・マトロソワ       | レベッカ・ラマニシュ     |
| 2011年 | リュドミラ・ボグダノワ           | マイリンダ・ケルメンディ | ヤディニス・アマリス         | ヨハンナ・ユリネン     | ナタリヤ・スマル       | ヴェラ・モスカリュク           | テア・ドングザシビリ     |
| 2013年 | マリーナ・チェルニアク           | ビルヒット・エンテ       | ユール・フランセン           | アン＝ラウル・ベラール | ハイデ・ウォラート     | ジェラルディーヌ・マントゥオプ | マリーナ・スルツカヤ     |
| 2015年 | アレクサンドラ・ポドリャドワ     | ダリヤ・スクリプニク     | シュシャンナ・ゲボンディアン | マリエーユ・プルボー   | ロクサーヌ・テイマン   | マイケ・ツィッヒ               | カロリン・ヴァイス       |
| 2017年 | マリア・シデロト                 | ダリヤ・スクリプニク     | テルマ・モンテイロ           | アガタ・オズドバ       | サンドラ・ディートリヒ | マリンド・フェルケルク         | ラリサ・ツェリッチ       |
| 2018年 | オトゴンツェツェグ・ガルバドラフ | クセニヤ・ダニロビッチ   | ユリア・コバルチク           | ルビャナ・ピオベサナ   | ナターシャ・アウスマ   | イロナ・ルカッセン             | アンジェラ・ガスパリアン |

## 外部サイト
- IJF World Cup Minsk